# Source-Seine
Source-Seine è un comune francese di 52 abitanti situato nel dipartimento della Côte-d'Or nella regione della Borgogna-Franca Contea.
Il comune di Source-Seine è stato istituito il 1º gennaio 2009 dalla fusione dei comuni di Saint-Germain-Source-Seine e Blessey.

## Società

### Evoluzione demografica
Abitanti censiti

## Amministrazione

### Gemellaggi
Source-Seine è gemellata con Verghereto, con la quale è accomunata da un fatto geografico: ospitare i primi chilometri del percorso dei fiumi che bagnano le rispettive capitali di stato, la Senna e il Tevere.
- Verghereto